# Estrecho Oriental
Estrecho Oriental este o arie protejată (arie specială de conservare — SAC, sit de importanță comunitară — SCI) din Spania întinsă pe o suprafață de 23.642,16 ha, integral marine.

## Localizare
Centrul sitului Estrecho Oriental este situat la coordonatele 36°06′50″N 5°17′47″W / 36.1139°N 5.2965°V.

## Înființare
Situl Estrecho Oriental a fost declarat sit de importanță comunitară în mai 2007 pentru a proteja 16 specii de animale. Situl a fost protejat și ca arie specială de conservare în decembrie 2012.

## Biodiversitate
Situată în ecoregiunile marină mediteraneană și mediteraneană, aria protejată conține 4 habitate naturale: Recifuri, Bancuri de nisip acoperite în permanență slab de apă marină, Peșteri marine scufundate complet sau parțial, Structuri submarine provocate de scurgeri de gaze.
La baza desemnării sitului se află mai multe specii protejate:
- păsări (13): Calidris alba, Calonectris diomedea, prundăraș de sărătură (Charadrius alexandrinus), prundaș gulerat mare (Charadrius hiaticula), Hydrobates pelagicus, Hydrocoloeus minutus, Larus audouinii, Larus genei, pescăruș-cu-cap-negru (Larus melanocephalus), pescăruș râzător (Larus ridibundus), cormoran mare (Phalacrocorax carbo carbo), ploier argintiu (Pluvialis squatarola), Puffinus mauretanicus
- mamifere (2): marsuin (Phocoena phocoena), delfin mare (Tursiops truncatus)
- reptile (1): Caretta caretta

Pe lângă speciile protejate, pe teritoriul sitului au mai fost identificate 7 specii de mamifere, 6 specii de nevertebrate.